# Erzherzog-Johann-Forschungspreis des Landes Steiermark
Der Erzherzog-Johann-Forschungspreis des Landes Steiermark wird seit 1959 von der Steiermärkischen Landesregierung für hervorragende Leistungen in allen Disziplinen der Wissenschaft vergeben.

## Geschichte
Der Erzherzog-Johann-Forschungspreis wurde 1959 zum 100. Todesjahr von Erzherzog Johann von Österreich gegründet.

## Preisträger
- 1959 Viktor Theiss, Harald Zingl, Norbert Pucker
- 1960 Friedrich Popelka, Erich Kreissl, Erik Flügel
- 1961 Annemarie Fossel
- 1962 keine Vergabe
- 1963 Eduard Staudinger, Erich Hable, Emil Worsch
- 1964 Reinhard Krebernik
- 1965 Franz Solar
- 1966 Hans Frühwald, Willibald Maurer
- 1967 Günther Probszt
- 1968 Karl Haiding, Leopold Farnleitner, Margarethe Lesky
- 1969 Kurt Egghart, Manfred Straka
- 1970 Richard Wagner, Norbert Langer (?), Herbert Schliefsteiner
- 1971 Robert Baravalle, Heimo Widtmann, Rudolf List
- 1972 Ferdinand Tremel, Maria Mottl
- 1973 Andreas Thurner, Alois Steiner
- 1974 Otmar Friedrich
- 1975 Walter Klemm
- 1976 Fritz Posch
- 1977 Helmut Melzer
- 1978 Walter Modrijan
- 1979 Adolf Grabner
- 1980 Leopold Kretzenbacher: Volkskunde
- 1981 Franz Weber: Steirische Lagerstättenforschung und Raumordnung
- 1982 keine Vergabe
- 1983 Gerhard Skofitsch: Forschungen auf dem Gebiet der Toxoplasmose als Modell von Erkrankungen, die von Tieren auf den Menschen übertragen werden.
- 1984 Michael Steiner: Alte Industriegebiete: Theoretische Ansätze und regionalpolitische Folgerungen.
- 1985 Hans Jörg Köstler: Die Roheisenerzeugung in der Steiermark sowie in Kärnten und in Niederösterreich.
- 1986 Günther Jontes
- 1987 keine Vergabe
- 1988 keine Vergabe
- 1989 Viktor Herbert Pöttler: Erlebte Baukultur.
- 1990 keine Vergabe
- 1991 Gernot Fournier: 125 Jahre Eisenbahnsysteme in Zeltweg. 1866-1991
- 1992 Paul Werner Roth: Industriedenkmäler der Steiermark.
- 1993 Gert Wurzinger: PNEUMOBIL: Epidemiologische Ergebnisse über Rauchgewohnheiten in der steirischen Bevölkerung.
- 1994 keine Vergabe
- 1995 Karin Schmidlechner-Lienhart: Frauenleben in Männerwelten. Ein Beitrag zur Geschichte der steirischen Frauen in der Nachkriegszeit.
- 1996 Reinhard Sachsenhofer: Integrative Studie des Steirischen Beckens: Beckenanalyse, organische Geochemie und Kohlenwasserstoffpotential. Mit einem Beitrag zur thermischen Geschichte der Ostalpen.
- 1997 Hubert Preßlinger: Montanarchäologie Paltental - Forschungsergebnisse über Bergbau, Verhüttung, Verarbeitung und Siedlungstätigkeit in der Bronzezeit.
- 1998 Stefan Groh: Die Insula XLI von Flavia Solva, Ergebnisse der Grabungen 1959 und 1989 bis 1992.
- 1999 Antje Senarclens de Grancy: Ausblick in bessere Zukunft. Architekturreform in Graz um 1900 zwischen „modernem Stil“ und Spezialforschungsbereich „Moderne - heimischem Bauen“ Wien und Zentraleuropa um 1900.
- 2000 Michaela Auer-Grumbach: Phenotypic and genotypic heterogeneitgy in hereditary motor neuronopathy type V: a clinical, electrophysiological and genetic family study.
- 2001 Michaela Sohn-Kronthaler: Prägende Frauen der steirischen Kirchengeschichte.
- 2002 Ulla Steinklauber: Das spätantike Gräberfeld vom Frauenberg bei Leibnitz, Steiermark.
- 2003 Franz Mandl: Almen im Herzen Österreichs.
- 2004 Martin Polaschek: Im Namen der Republik Österreich! Die Volksgerichte in der Steiermark 1945 bis 1955.
- 2005 Bernd Zechmann: Changes in the subcellular distribution of glutathione during virus infection in Cucurbita pepo (L).
- 2006 Wernfried Hofmeister: Hugo von Montfort – Das poetische Werk.
- 2007 Barbara Kaiser: Monographie zum Schloss Eggenberg.
- 2008 Carlos Watzka: Sozialstruktur und Suizid in Österreich. Ergebnisse einer epidemiologischen Studie für das Land Steiermark.
- 2009 Karin Gradwohl-Schlacher mit Co-Autor Uwe Baur: Literatur in Österreich 1938-1945. Handbuch eines literarischen Systems. Band 1: Steiermark.
- 2010 Ute Lohner-Urban: Untersuchungen im römerzeitlichen Vicus von Kalsdorf bei Graz.
- 2011 Karl Acham: Kunst und Wissenschaft aus Graz. 3 Bde. Wien-Köln-Weimar: Böhlau 2007-2011.
- 2012 Edda Engelke: Jeder Flüchtling ist eine Schwächung der Volksdemokratie (von Jugoslawien).
- 2013 Heimo Halbrainer: Die Eisenstraße 1938 - 1945. NS-Terror-Widerstand-Neues Erinnern.
- 2014 Martin Moll: Die Steiermark im Ersten Weltkrieg. Der Kampf des Hinterlandes ums Überleben 1914-1918.
- 2015 Frank Madeo: Acetyl-CoA. A master regulator of Autophagy and Longevity.
- 2016 Ernst Albegger: Avifauna Steiermark – Die Vögel der Steiermark.
- 2017 Heidrun Zettelbauer: Sich der Nation ver|schreiben. Politiken von Geschlecht und nationaler Zugehörigkeit in autobiographischen Selbsterzählungen von Akteurinnen des völkischen Milieus.
- 2018 Michael Kahr: Jazz & the City. Jazz in Graz von 1965 bis 2015.
- 2019 Thomas Antonic: Wolfgang Bauer. Werk, Leben, Nachlass, Wirkung.
- 2020 Georg Tiefengraber: Der Wildoner Schlossberg. Die Ausgrabungen des Landesmuseums Joanneum 1985-1988.
- 2021 Michael Steiner: Wirtschaft.Steiermark. Zwischen Utopie und Realität.
- 2022 Markus Roschitz: Die NSDAP in der Region Schwanberg 1930–1938. Eine Mikrostudie.
- 2023 Michaela Schuller-Juckes: Die illuminierten Handschriften der Universitätsbibliothek Graz. 1225–1300.
- 2024 Martin Gross: The lithostratigraphic units of Austria: Cenozoic Era(Them) – Styrian Basin.